# 制作進行
制作進行（せいさくしんこう）は、映像作品の制作において制作管理に携わる人のことを指す。特にアニメーション業界で頻繁に使われる職種名である。
制作会社によっては若干名称が異なる場合があり、例えば、東映アニメーション（東映動画）では製作進行、京都アニメーションでは制作マネージャーと呼称されている。
実写映画では、進行主任などとも呼ばれるが、プロダクション・マネージャーではなく、アシスタントの一種である。

## アニメーション作品の制作進行
「制作」「進行」と略称されることもある。また、会社・作品によっては「制作（プロダクション）マネージャー」と称される場合もある。テレビアニメにおいて、中心となるスタッフの補佐および全工程における各部署の橋渡し役である。普通は、制作進行→制作デスク→ラインプロデューサー（制作プロデューサー、アニメーションプロデューサー）へとステップアップしていくが、アニメの制作工程のおおむね全てについて実際に見聞することが出来るため、演出家へ転向するケースも多い。膨大な作業量を処理する「処理能力」、多くのスタッフと意思疎通する「折衝能力」、作品の進捗状況を管理し、臨機応変な対応をする「管理能力」が求められる職種である。人気職ではあるが、体力的・精神的に耐えられず、就職して1年以内に多くの人間が離職してしまうのが現状である。
制作会社の人間という立ち位置ではあるが、ほとんどの会社が契約社員、もしくは業務委託で雇用している。ただし、京都アニメーションやP.A.WORKSのように正社員採用する制作会社も稀ではあるが存在する。

### 概要
作画・背景美術・仕上・撮影・編集といったアニメ制作の工程は、分業化され外注プロダクションの作業に支えられている例が多い。制作進行は、制作スタジオ同士を素材を運んで回る。原画が完成したら動画へ、動画が完成したら仕上げへ、といった具合である。また、担当話数の演出家（各話演出）が必要と判断した素材を準備するのも制作進行の仕事である。
フリーランスのクリエイターに仕事を依頼するのが当たり前な業界であるため、担当話数の原画・動画スタッフ（いわゆる作画スタッフ）を集めるのも制作進行の仕事である。作画スタッフの離職率も非常に高く、腕のあるクリエイターは複数のスタジオから仕事のオファーが来ているため、この作画スタッフ集めが多くの制作進行が苦労する業務になっている。
ある素材について現在どの部署が受け持っているか、変化する最新の状況を常に把握する。納品日へ向けての残り日数と必要な作業量との兼ね合いを、確認して調整する。演出家だけでなく作画監督などそれぞれの部署のチーフをはじめとするスタッフと、スケジュール管理のために折衝を行ない、トラブルが起こればその解決に走り回る。絵コンテなど複数の人間が共有する必要のある資料のコピー取りや、時にはスタッフの自宅からスタジオまでの送迎もある。仕事の内容は多岐にわたり、また多くの人々とも触れ合う。
地味で目立たない仕事ではあるが、各話数の中心的な存在であるため、「制作進行がいなければ現在のアニメの制作は成り立たない」。移動に公共交通機関を使うことは、ほとんどない。素材を詰めたカット袋を運ぶため、車の運転免許証は制作進行にとって必須となっている。
セル画で制作されていた時代は演出助手を兼ねる場合もあり、演出の横で「撮影出し」（必要な素材を組み合わせて揃える、撮影準備）の作業をすることもあった。
また、外回りだけでなく、各カットの進捗表・話数スケジュール表・香盤（設定）表・リテイク表の作成・管理といったデスクワークも重要な仕事である（近年では、アニメーション制作も複雑化してきており、このデスクワークの仕事量が昔よりも増えたため、外回りを専属のスタッフや外注の専門会社に依頼する会社も増えてきている）。ここでは、全体のスケジュールから、各工程のアップ予定を立てて、各スタッフに周知・実行させるなど、先を見通した立案能力、コミュニケーション能力、管理能力が求められる。
3DCGを多く取り入れたアニメでは3DCG制作における制作進行（「3D進行」など呼称は様々）が置かれる場合もある。

### 過酷な労働環境
素材が出来上がるまでは待つしかなく、また出来上がったらすぐさま次の工程へと素材を運ばなければならないため、しわ寄せを受けて勤務時間が不規則かつ長時間になり、制作進行は常に過重労働の状態にあると言ってよい。肉体的な疲労のみならず、常に逼迫したスケジュールは、精神的にも厳しい仕事である。拘束時間が長く精神的にも肉体的にも厳しい仕事にもかかわらず、賃金は他の業界のマネジメント職と比較するとかなり低い。ただし、制作部を持つ企業は大手および準大手であることが多いため、正社員、或いは契約社員として採用されることが多い。このため、企業側からの支払遅延さえ無ければ少なくとも歩合制の新人アニメーターよりは安定した収入が得られるが、短期間で辞める者が非常に多く、大半の制作会社が年に数回募集をかける。こうした事情から制作進行は、アニメ業界に入るには間口の広い役職の一つとなっているが、元請けの制作会社ともなると応募者が殺到するため、会社側が労働環境の改善に迫られることが無くなっているのが現状である。
ソニーミュージックグループのアニプレックス傘下の制作会社A-1 Picturesでは、2010年10月、同社で制作進行を務めていた当時28歳の男性が自殺し、2014年4月11日付けで新宿労働基準監督署が過労によるうつ病が原因として労災認定した（過労自殺）。通院した医療施設の診療録には「月600時間労働」との記載があったが、残業代が支払われた形跡は無いとされている。この事件がきっかけとなり、その劣悪な労働環境がメディアに『ブラック企業』として取り上げられ、同社は『ブラック企業大賞2014 業界賞』を受賞した。

### 制作進行を題材にしたアニメ
- 『SHIROBAKO』：P.A.WORKS制作のテレビシリーズ作品。公式ホームページ上にアニメーション制作の工程や用語の説明も載っている。
- 『アニメーション制作進行くろみちゃん』：ゆめ太カンパニー（現在の商号ではなく、統合前の会社）制作のOVA作品。

## アニメーション制作における関連職種
制作進行は昇進などにより後述する制作デスク、ラインプロデューサー、設定制作等の役職を与えられる。なお作品や話数によってはラインプロデューサーが制作デスクや設定制作を、制作デスクが設定制作や制作進行を、設定制作が制作進行を兼任する場合がある。

### 制作デスク
制作進行が昇進すると制作デスクとなる。小規模の制作会社では制作進行経験1年程度で制作デスクにあがる例もあるが、一般的には、会社の方針やその時にポストが空いているかにもよるが制作進行を数年務めた人間がステップアップする。2000年代からほとんどの作品でこの役職がクレジットされている。別名で「チーフマネージャー」と呼ばれる。
トムス・エンタテインメントには似たような役職に、脚本の制作管理を行う「文芸担当」という役職を置いている。
テレビアニメを制作する場合、各話によって制作進行担当者が異なり、数名でスケジュールを組んで交代しながら担当する。その番組についた数人の制作進行を統括する役職のことを言い、予算とスケジュールを管理する。

### ラインプロデューサー
制作デスクがさらに昇進するとラインプロデューサーとなり、制作面でのプロデューサーとなる。別名で「アニメーションプロデューサー」、「制作プロデューサー」、「制作担当」、東映アニメーションでは「製作担当」と呼ばれるほか、こちらを「制作マネージャー」と呼ぶこともある。また、ラインプロデューサーと制作プロデューサーを分けて表記する作品も存在する。

### 設定制作
アニメ制作における設定制作（）は各種設定の構築を進行する役職である。設定管理、設定マネージャー、文芸制作とも。
設定制作が扱う設定にはキャラクターデザイン・美術設定・プロップデザイン・メカデザイン・美術ボードなどがある。設定制作は打ち合わせの段取り、リファレンスの用意、デザイナーへの発注、進捗のコントロール、設定資料の管理などを行う。シナリオ工程に合わせて動き出し、各下流工程（例: 絵コンテ）が始まるまでに必要な設定を揃える。
かつてはあまりスタッフロールにクレジットされていなかった。
設定制作は「プリプロダクションにおける制作進行」といった位置づけであり、制作進行の上位職ではない。したがって、制作未経験の新人を設定制作として採用する会社も比較的多い。しかし、会社によっては制作進行で数話数を担当した者を設定制作にする場合もある。そうしないと、制作進行とコミュニケーションが取れないからという理由が多い。

## 実写作品の制作進行
実写作品の制作進行とは、制作部の仕事において最初に任される役回りである。制作進行の仕事は、弁当の発注やゴミの片付け等と簡単に説明される為、他部署のお世話係の様なイメージが強い。その為、雑用係のように扱わられることも少ない。しかし実際には一人前の制作進行の仕事は多岐に渡り、現場においての責任も、他部署の助手やアシスタントよりも重いものであり、制作進行が現場にいなければ現場はスムーズに回らない。仕事の守備範囲や責任において、独立した一つの役職と考えた方が実際の制作進行の仕事を理解しやすい。例えば他の部署であれば、カメラマンや照明技師、録音技師等の各部署の長の下はチーフ、セカンド、サードと呼ばれる事が多い。その点、制作部は、制作担当、制作主任、制作進行からなる。
制作担当は現場制作費の管理・実行・ロケーションの監督・制作部の指揮・他部署との折衝を行う。
制作担当は現場及び、現場制作費の管理・実行の裁量権を持つが、天候・出演者スケジュール・スタッフィング等決定権を持たない部分の影響が大きく現場予算に反映されるため、現場実行費に対しては表向きには責任を負わない。
制作主任は現場、現場進行の管理、準備段階では制作担当・制作主任共に、ロケ地を探すロケハンを担当しその交渉に当たる 。
制作進行はロケ地までの地図の作成、スタッフへの連絡、弁当の発注、現場で使用する制作備品の購入、管理、そして何より現場において主に画の外にあたる部分の進行を任されている。
備品車を運転し、現場に一番はじめに入り、撮影機材置き場の確保、衣裳メイク場所・キャスト控え室、お茶セットのセッティング、現場を傷つけないように養生をひくといった現場のセッティングを行い、後から来るスタッフの誘導を行う。現場が終われば、その逆の動きをして撤収する。
朝食、昼食、夕食の弁当を手配・セッティングし、ゴミの分別・処理を行う。
必要であれば現場の車止めを行い、録音の為に工事現場などの音止め交渉を行う。
毎朝スタッフ・キャストの為のお茶を沸かさなければならないため早朝4時起床、備品車の運転、食事の発注とセッティング、車止め、音止め、ゴミの処理、撮影終了後の清掃を行う等の為、現場が始まると睡眠時間は1時間もない日もある。
制作部は車の運転をしなければならないため、運転免許証は必須である。※命に関わる事故が絶えない為、備品車にも車両部が付く作品も増えてきている。